# Nothopleurus subsulcatus
Nothopleurus subsulcatus là một loài bọ cánh cứng trong họ Cerambycidae.